# Day One (The Last of Us)
"Day One" es el cuarto episodio de la segunda temporada de la serie de televisión de drama postapocalíptico estadounidense The Last of Us. Escrita por el cocreador de la serie Craig Mazin y dirigida por Kate Herron, se emitió en HBO el 4 de mayo de 2025. El episodio sigue a Ellie (Bella Ramsey) y Dina (Isabel Merced) en Seattle mientras buscan a Abby, una miembro del Frente de Liberación de Washington (WLF) que mató a Joel. Presenta al líder del WLF, Isaac (Jeffrey Wright), quien se unió al grupo después de desertar de una agencia gubernamental.
El episodio adapta y amplía varias escenas de The Last of Us Part II (2020), el videojuego en el que se basa la temporada. La actuación de Ellie de "Take On Me" de A-ha fue adaptada directamente; Mazin y Herron la consideraron una de las escenas más importantes. Se le dio una importancia similar a las escenas de intimidad de Ellie y Dina, que ocurrieron anteriormente en el juego. Los críticos elogiaron la dirección, la cinematografía, el guion, las secuencias de acción y las actuaciones de Merced y Wright. El episodio tuvo 774.000 espectadores en la televisión lineal.

## Trama
En 2018, el sargento Isaac Dixon de la Agencia Federal de Respuesta a Desastres (FEDRA) reprende a su equipo por burlarse de los civiles que han acosado. Se encuentran con un grupo del Frente de Liberación de Washington (WLF) liderado por Hanrahan. Isaac mata a su escuadrón, perdonando solo al idealista Burton, y revela su lealtad al WLF. Once años después, Isaac, ahora líder del WLF, interroga a un Serafito sobre la ubicación de su grupo, torturándolo con una sartén caliente. Después de darse cuenta de que el Serafito preferiría ser torturado antes que compartir la verdad, lo mata. Burton, que estaba de guardia afuera con otro miembro del WLF, dice que se lo merecía.
Ellie y Dina comienzan su primer día explorando Seattle en su búsqueda de Abby, con Dina haciéndose una prueba de embarazo encubierta. En Capitol Hill, ambas se topan con las consecuencias de los conflictos entre FEDRA y el WLF. Decididas a avanzar de noche, deciden esconderse en una tienda de música donde Ellie descubre una guitarra y le canta a Dina la canción de A-ha "Take On Me".
Mientras avanzan por una antigua estación de televisión esa noche, se encuentran con los cuerpos de varios soldados del WLF brutalmente destripados por los serafitas, lo que hace que Dina vomite nuevamente. Evadiendo un escuadrón WLF que se aproxima, Ellie y Dina escapan a través del metro, donde el escuadrón WLF atrae sin querer a los infectados y mueren. Ellie permite que un infectado le muerda el brazo para salvar a Dina antes de escapar juntas a un teatro abandonado. Dina, desconsolada, se prepara para dispararle a Ellie, pero Ellie revela su inmunidad y se ofrece a dormir aislada para demostrar que no se transformará.
Una vez que a Dina le queda claro que Ellie es inmune, Dina confiesa que está embarazada. Impulsados por la intensidad emocional, las dos tienen relaciones sexuales por primera vez, consumando finalmente sus sentimientos mutuos. A la mañana siguiente, Dina admite que Jesse es el padre de su bebé, pero comparte que quiere un futuro y una familia junto a Ellie, quien corresponde al sentimiento. Las dos escuchan una conversación a través de un walkie-talkie que indica que el WLF, incluida Nora, amiga de Abby, tiene su base en el hospital de Lakehill. Ellie sugiere que Dina se quede y proteja su embarazo, pero Dina insiste en seguir adelante con Ellie.

## Producción

### Concepción y escritura

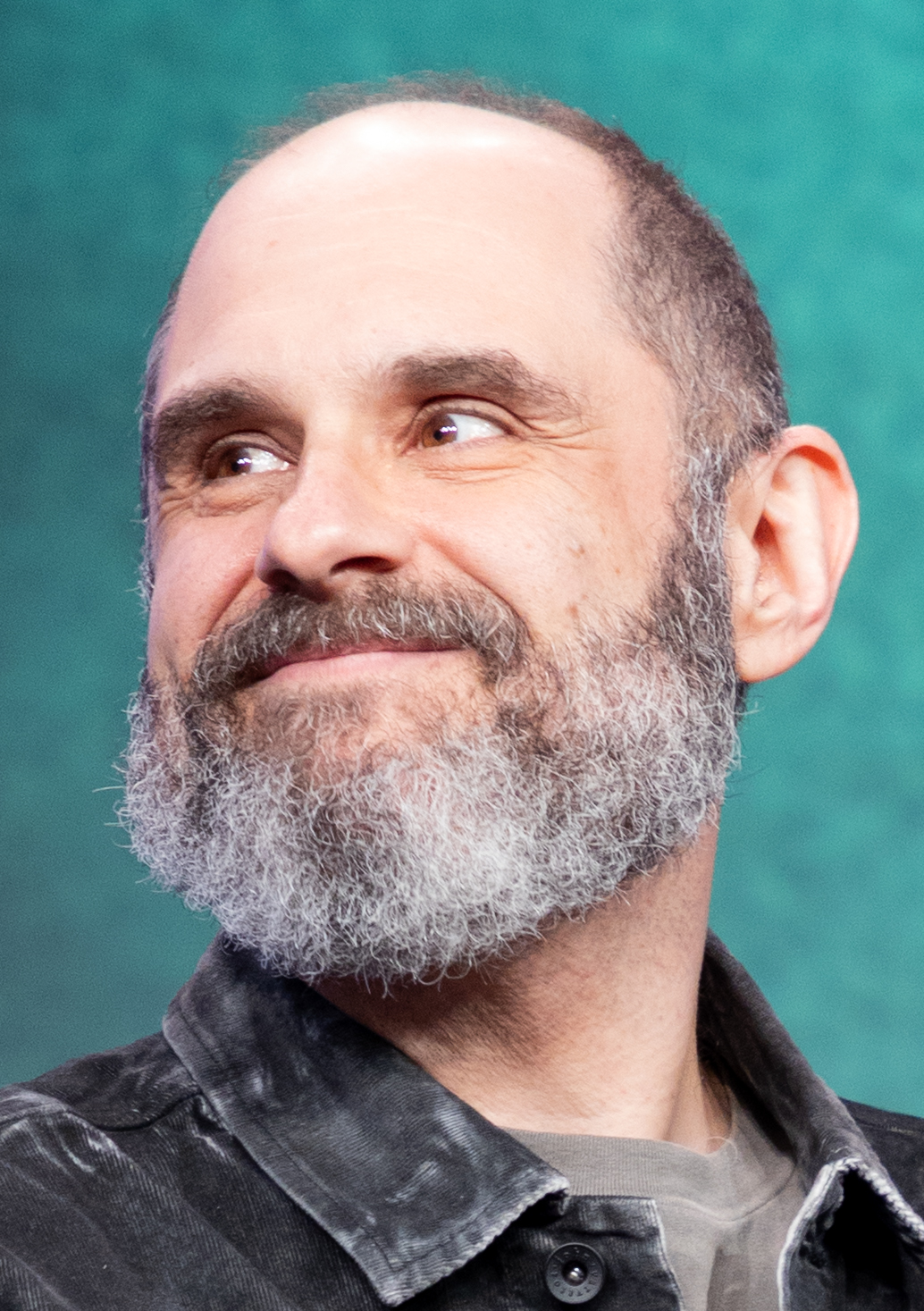
"Day One" fue escrito por el cocreador de la serie Craig Mazin.

"Day One" fue escrito por el cocreador de la serie The Last of Us, Craig Mazin, y dirigido por Kate Herron.  Herron es fanática de los juegos en los que se basa la serie y los jugó durante los confinamientos por el COVID-19.  Se puso en contacto con los showrunners con la esperanza de trabajar en la serie. Eben Bolter, su amigo que trabajó como director de fotografía en la primera temporada, "le habló bien".  Herron estaba emocionada de hablar con Neil Druckmann, el co-showrunner que codirigió y coescribió los juegos, incluso si no consiguió el trabajo.  Consideró vestirse como Ellie para su reunión de Zoom con Mazin y Druckmann.  Habló con ellos sobre su amor por los juegos y las series, y posteriormente le pidieron que dirigiera un episodio.  Ella sintió que le asignaron el "Day One" porque habló "mucho sobre Ellie y Dina".  A Herron le gustaron los cambios de tono del episodio, como la discusión sobre las banderas del orgullo inmediatamente antes de encontrarse con el tanque quemado.  Ella comparó los cambios tonales con una escala musical, sintiendo que algunas escenas se acumulaban en otras (como las escenas del Capitolio con una en la tienda de música, y la escena de la estación de televisión con la del metro), mientras que otras restablecían el tono por completo, como la secuencia de interrogatorio de Isaac.  En este último caso estuvo presente un coordinador de intimidad. 
La apertura del episodio con los soldados de FEDRA se inspiró en la narración ambiental de The Last of Us Part II (2020), el juego en el que se basa la segunda temporada; el jugador puede descubrir un tanque quemado y notas que revelan que algunos soldados de FEDRA comenzaron a desertar.  Herron consideró que centrarse en Burton, un nuevo recluta que hace preguntas, podría ayudar a la audiencia a comprender la dinámica de los soldados.  Los escritores estaban intrigados por las similitudes entre Ellie y los Serafitas, ya que ambos intentaban respetar y proteger a las figuras fallecidas: Ellie con Joel, los Serafitas con su Profeta. Druckmann consideró que con el paso del tiempo desde sus muertes, los fallecidos evolucionaron de ser personas reales a ser más bien una idea.  Las escenas de la estación de televisión se inspiraron en el modo de juego sigiloso; Mazin le mostró al diseñador de producción Don Macauley la ubicación del juego como referencia antes de construir el set, ya que quería replicar elementos del juego.  Los cuerpos colgados fueron interpretados por especialistas con arneses.  Herron sintió que ambientar la escena de noche, en lugar de día como en el juego, la hacía más aterradora e intimidante.  Ella planeó la escena en gran parte de forma independiente mientras el equipo estaba trabajando en "Through the Valley".  Mazin había añadido intencionalmente referencias al amor de Ellie por el espacio y los astronautas en la primera temporada (como mencionar a Sally Ride en "Kin") para preparar la segunda temporada; en "Day One", ella menciona el destino de los astronautas del Apolo 1 a Dina.  
Las escenas del Capitolio fueron adaptadas fielmente del juego, en los que eran opcionales; Druckmann estaba interesado en descubrir cuáles incluiría Mazin. Consideraban especialmente importante la escena de las tiendas de música,  Herron la considera una de sus escenas favoritas del juego. La interpretación de Ellie de "Take On Me" coincide con la escena del juego. Druckmann envió un clip durante el rodaje al guitarrista de A-ha, Paul Waaktaar-Savoy, quien se conmovió.  Mazin pensó que la inclusión de la canción estaba justificada por los acontecimientos narrativos, ya que Dina se enamora de Ellie mientras actúa.  Herron encontró la escena entre las más intimidantes de filmar,  y Mazin estaba nervioso porque sentía que era una de las más significativas para muchas personas. Pensó que la escena coincidía con la del juego en algunos aspectos, aunque seguía siendo única en otros, como el contexto de la relación de Ellie y Dina; cuando tuvo lugar en el juego, ya eran una pareja.  La filmación fue el primer día de Druckmann en el set de la temporada, durante el cual le mostró el set al guitarrista de Pearl Jam, Mike McCready. Para Herron, tocar una canción para la persona que le gustaba hizo que la escena fuera más identificable para los espectadores.  Filmó varias tomas diferentes, incluidas algunas en las que Ellie evitó el contacto visual y Dina estaba "realmente metida en la canción", para permitir que se seleccionara la mejor versión durante la edición.   Mazin aprobó la solicitud de Herron de agregar una oruga en el fondo,  lo que Herron sintió que reflejaba su voluntad de colaborar.  A Bella Ramsey, quien interpreta a Ellie, se le pidió que "bajara el tono" de su actuación para que Ellie sonara como una guitarrista normal, en lugar de una experimentada como Ramsey. 
La sustitución de las esporas (el vector a través del cual se propaga la infección en los juegos) por zarcillos llevó a Mazin a alterar la escena en la que Ellie revela su inmunidad a Dina, retrasando la creencia de Dina. Mazin consideró la escena un ejercicio agradable de escritura y actuación, comparándola con la desactivación de una bomba.  : 35:22 A Herron le resultó difícil equilibrar los niveles de confianza de ambos personajes, lo que requirió varias tomas.  La decisión de Ellie de aislarse de Dina para demostrar su inmunidad se basó en el trato similar que Joel y Tess le dieron a Ellie en "Infected".  Herron quería que la escena mantuviera la tensión hasta el momento en que Ellie y Dina se besan, haciéndola sentir merecida y "como un alivio, pero también como una sorpresa".   La escena de sexo era diferente en el juego, ya que tenía lugar mucho antes en Jackson, y la decisión de los escritores de trasladarla a Seattle provocó varios otros cambios en los episodios anteriores.  Herron se preguntó si los fanáticos del juego aceptarían el cambio, pero personalmente lo apreció, considerándolo más impactante  y lógico considerando la naturaleza episódica de la serie.  Kathy Kadler, coordinadora de intimidad, estuvo presente durante la producción.  Mazin sintió que el estado más temeroso de los derechos LGBTQ en 2003, cuando ocurre el brote en la serie, significó que Dina tenía más miedo de revelarse a Ellie.  Herron, quien se declaró bisexual a los 30 años, encontró la salida del clóset de Dina "muy cercana y hermosa"  y quería retratarla auténticamente, con la esperanza de que los espectadores se dieran cuenta de que no están solos.  Ella consideraba que la relación entre Ellie y Dina era identificable, particularmente en sus dudas mutuas.

### Reparto y personajes

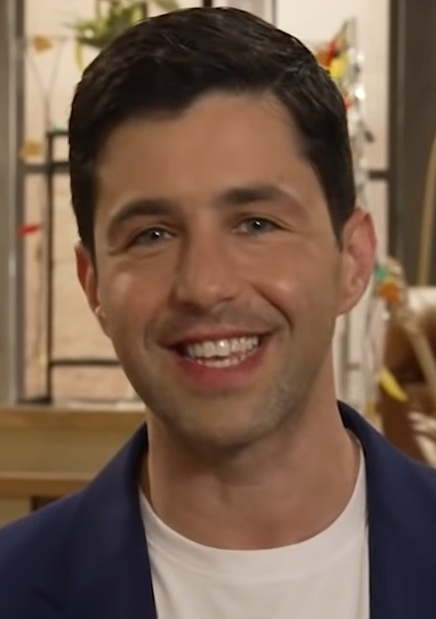
El papel de Josh Peck en el episodio no fue anunciado antes de su emisión.

Isabela Merced, quien interpreta a Dina, no tenía la intención de que el personaje se emocionara durante la escena de la tienda de música, pero lloró debido a lo que pensó que era un hermoso escenario y la voz "angelical y pura" de Ramsey;  incluso cuando el director le pidió que no llorara, Merced luchó por mantener la compostura.  Ella sintió que Dina estaba emocionada debido a su amor por Ellie y Joel, así como por su miedo a su embarazo y a enamorarse de Ellie.  Como mujer queer, Merced comprendió la reticencia de Dina a salir del armario. Ella atribuyó la autenticidad de la escena a Gross, por su trabajo tanto en el juego como en la serie.  Merced y Ramsey improvisaron algunos momentos basándose en su propia comodidad mutua, como agregar algunos besos adicionales entre los personajes.  La diseñadora de vestuario Ann Foley se sintió atraída por la chaqueta Aviator Nation de Dina "por su estilo de principios de los años 2000" y sintió que encajaba con la personalidad efervescente del personaje. Ella encontró la chaqueta al principio de la producción y habló extensamente con Mazin y Druckmann sobre ella.
Merced quería que los espectadores creyeran que Dina "potencialmente podría dispararle a Ellie en la cara" y se sintieran en conflicto al respecto. Le resultó difícil filmar la escena, debido al clima lluvioso y al peso del arma, pero sintió que contribuyeron a su autenticidad.  Ella "fue a un lugar realmente oscuro" para comprender el conflicto interno de Dina.  Merced apreció la singularidad de la escena (ocurrió de manera diferente en los juegos) y encontró que era paralela a las escenas de Ellie y Riley en el episodio de la primera temporada "Left Behind".  Estaba nerviosa por la escena "cargada de emociones" en la que Dina revela su embarazo, pero la reconfortó la cinematografía, que oculta en gran parte el rostro de Dina.  Ella pensó que le daba la oportunidad de "motivarse y sentirse realmente ansiosa".  Respecto a la decisión de Dina de quedarse en Seattle a pesar de estar embarazada, Merced pensó en su propia madre: "Si de alguna manera pudiera garantizar la seguridad de los demás, de ella misma y de su bebé, nada la detendría". 
El casting de Jeffrey Wright como Isaac se anunció el 24 de mayo de 2024; repite su papel de The Last of Us Part II, el segundo actor en hacerlo después de Merle Dandridge como Marlene.  Druckmann consideró que la elección de Wright era lógica, ya que tiene la edad y la apariencia adecuadas para Isaac.  Herron quería apoyar la actuación de Wright en lugar de dictarla, consciente de que estaba más familiarizado con el personaje.  La serie explora más la historia de fondo de Isaac que el juego  ya que los escritores no se limitaron a la perspectiva de los personajes jugadores.  A Mazin le interesó la idea de que personajes como Isaac tuvieran vidas normales antes del apocalipsis, a pesar de sus caóticos comportamientos actuales, lo que motivó la inclusión del discurso de Isaac sobre su amor por cocinar para sus citas.  Wright no creía que Isaac traicionara a FEDRA, sino que la agencia lo traicionó a él al abandonar su ética.  La elección de Alanna Ubach y Ben Ahlers como Hanrahan y Burton, respectivamente, se anunció el 5 de marzo de 2025. 
Josh Peck, quien interpreta a Janowicz, había sido mencionado previamente en conversaciones sobre el casting de la serie.  Vio la primera temporada después de conseguir la audición, lo que le hizo sentirse preparado después de leer su escena.  Leyó el monólogo de Janowicz para su audición  y lo consideró más interesante que las líneas de audición típicas. Peck consiguió el papel unas 2 o 3 semanas después y filmó el mes siguiente.  Consideró que el casting se redujo "al sabor y la apariencia", y señaló que el papel podría haber sido interpretado por muchos otros actores.  Herron lo consideró "la mejor persona" para el papel y lo comparó con el papel de Drew Barrymore en la apertura de Scream (1996).  Peck sintió que podía identificarse con Janowicz en su entusiasmo por volver a contar una historia favorita a sus amigos, y pensó que eliminar el contexto adicional del mundo postapocalíptico le permitía personalizar el personaje. Peck filmó durante dos días: el primero en una calle de Vancouver y el segundo en un estudio de sonido. Las paredes del vehículo FEDRA fueron diseñadas para poder ser removidas y así permitir mejores ángulos de cámara.  La incorporación de Peck no fue anunciada antes de la emisión del episodio, lo que sorprendió a muchos periodistas, que describieron su aparición como un cameo.

### Rodaje
La producción del episodio comenzó alrededor de abril de 2024.  Catherine Goldschmidt trabajó como directora de fotografía.  La escena de la tienda de música fue el primer día de producción de Herron. El escenario fue diseñado e iluminado de manera similar a los juegos; Goldschmidt quería que "pareciera realmente hermoso, realmente romántico".  Herron quería centrarse en pequeños elementos descritos en el guion, como el detalle del diseño de producción en la tienda. Ella consideró importante capturar vistas de Seattle, recordando lo impresionada que estaba con el área en el juego.  Los trabajos preparatorios de producción comenzaron en Nanaimo el 22 de abril, con cierres de carreteras alrededor de Diana Krall Plaza a partir del 29 de abril.    El rodaje se llevó a cabo en el Downtown Eastside de Vancouver, una réplica de Seattle, con soldados y vehículos militares el 4 de mayo,    y con Ramsey y Merced a caballo el 11 de mayo;    la producción se planificó tarde, y a algunas empresas se les dio aviso con cuatro días de anticipación.

## Recepción

### Transmisión y audiencia
El episodio se emitió en HBO el 4 de mayo de 2025.  En televisión lineal, el episodio tuvo 774.000 espectadores, con un share de rating de 0,20. 

### Respuesta crítica
"Day One" tiene un índice de aprobación del 100% en el agregador de reseñas Rotten Tomatoes basado en 17 reseñas.  Simon Cardy de IGN y Kenneth Shepard de Kotaku lo consideraron el mejor episodio de la temporada hasta la fecha.   Los críticos elogiaron la entrega de Herron tanto de las secuencias de acción como de los momentos más tranquilos de los personajes;    Caroline Siede del AV Club elogio su capacidad para obtener fuertes actuaciones de los actores.  La secuencia de persecución fue elogiada por su intensidad    y su siniestra iluminación roja;   Alex Welch de TheWrap la consideró la mejor secuencia de acción de la temporada (y posiblemente de la serie),  y Brady Langmann de Esquire la llamó "fácilmente uno de los mejores momentos de adaptación de videojuegos que he visto".  A Alan Sepinwall de Rolling Stone le pareció más intenso que la acción del segundo episodio debido a su enfoque en los personajes principales.  Varios críticos elogiaron la cinematografía y la iluminación de la escena de la tienda de música;   Cardy de IGN lo llamó "una encarnación de la esperanza que surge de toda esta devastación". 